# SLAP STICKS
SLAP STICKS（スラップ・スティックス）は男性5人によって構成される日本のロックバンド。1995年にメジャーデビュー、2000年に解散した。代表曲として、テレビアニメの主題歌に起用された「もう止まらない」などが挙げられる。

## 概要・来歴
メンバーは小林正俊、多田紀彦、雨奥崇訓、立井幹也、奥迫博俊の5人。作詞作曲は楽曲によってそれぞれ異なる。
NHKの番組BSヤングバトルで審査員特別賞を受賞し、1995年にワーナーミュージック・ジャパン傘下のレーベルであるWEA Japanからメジャーデビュー。同年に発表された2ndシングル「もう止まらない」が、テレビアニメ『魔法陣グルグル』の主題歌に起用されヒット。3枚のアルバムを発表後一時作品発表が途絶えたが、1998年にDAIPRO-Xへ移籍し活動再開。2000年7月2日に広島ネオポリスにて行われたライブをもって解散。以降もそれぞれのバンドで音楽活動を継続中。
デビュー以降から解散までに、合計シングル7枚、アルバム4枚をメジャーレーベルから発表した。

## メンバー
- 小林正俊（こばやし まさとし）
  - ボーカル担当。解散後は雨奥と共にoo-partsを結成し活動。V6やComing Centuryに楽曲提供するなど、現在は作編曲家として活動中。
- 多田紀彦（ただ のりひこ）
  - ギター担当。解散後は航空電子に参加。
- 雨奥崇訓（あまおく たかのり）
  - ベース担当。解散後はoo-partsで活動。
- 立井幹也（たつい みきや）
  - ドラムス担当。解散後は様々な音楽家のサポートドラマーとして活動。
- 奥迫博俊（おくざこ ひろとし）093
  - キーボード担当。解散後はソロおよびイエローケースというバンドで活動。現在YouTube『09ちゃんねる』を開設しユーチューバーとして活動中。https://www.youtube.com/c/09Channel

## ディスコグラフィ

### 参加作品
| 発売日        | タイトル                                                                   | 規格品番       | 曲順      | 楽曲           |
| ------------- | -------------------------------------------------------------------------- | -------------- | --------- | -------------- |
| 1995年8月25日 | 魔法陣グルグル                                                             | WPC6-8132      | M.8       | もう止まらない |
| 1996年4月25日 | HITS TV ANIMATION 1                                                        | WPC6-8214      | M.16      | もう止まらない |
| 2000年1月29日 | アニメ主題歌大全集～オリジナル原盤による～                                 | COCX-30795/802 | Disc7/M.6 | もう止まらない |
| 2004年8月25日 | 日本アニメーションの世界 主題歌・挿入歌大全集 第3集 ～SF・ファンタジー編～ | COCX-32851/3   | Disc3/M.1 | もう止まらない |
| 2005年7月6日  | ANIMEX1200 Special8/魔法陣グルグル オリジナル・サウンドトラック            | COCC-72188     | M.8       | もう止まらない |

## タイアップ一覧
| 使用年 | 曲名           | タイアップ                                                                              |
| ------ | -------------- | --------------------------------------------------------------------------------------- |
| 1995年 | もう止まらない | 朝日放送制作・テレビ朝日系アニメ『魔法陣グルグル』エンディングテーマ（第27話 - 第45話） |
| 1996年 | 109            | 関西テレビ制作・フジテレビ系『さんまのまんま』エンディングテーマ                        |

## ヘビーローテーション/パワープレイ

### ラジオ
| 放送年 | 曲名                 | ラジオヘビーローテーション/パワープレイ                                      |
| ------ | -------------------- | ---------------------------------------------------------------------------- |
| 1995年 | ファニィ・ピクチャー | ABCラジオ『ABCミュージックパラダイス』1995年11月度ミューパライチ押しナンバー |